# Yūta Shitara
Yūta Shitara (設楽 悠太, Shitara Yūta, né le 18 décembre 1991 dans la préfecture de Saitama) est un athlète japonais, spécialiste du fond et du marathon.

## Carrière
Il bat le record d’Asie lors du marathon de Tokyo 2018. 